# School of Health Sciences (City University)
School of Health Sciences – jedno z pięciu kolegiów wchodzących w skład City University of London. Kolegium specializuje się w naukach medycznych. Obecnie skupia ok. 3800 studentów, z czego ok. 1500 osób stanowią magistranci i doktoranci. W rankingu Guardian University Guide 2018 dotyczącym przygotowania do zawodów medycznych szkoła zdobyła pierwsze miejsce w Londynie i drugie w skali kraju. 